# Hans Stephany
Hans Stephany (* 30. Oktober 1897 in Jünkerath; † 17. Juli 1972) war ein deutscher Maschinenbauingenieur, Ministerialbeamter und Umweltexperte. Er war Vorsitzender der Kommission Reinhaltung der Luft und Präsident der International Union of Air Pollution Prevention Associations.

## Leben
Nach Besuch des humanistischen Gymnasiums in Prüm und Teilnahme am Ersten Weltkrieg von 1914 bis 1918 studierte Hans Stephany an der Technischen Hochschule Aachen  (TH Aachen) Allgemeinen Maschinenbau und Fabrikorganisation. Nach Tätigkeiten als Assistent an der TH Aachen und in der Industrie wechselte er 1925 in den Gewerbeaufsichtsdienst, wo er bis zum Ende des Zweiten Weltkriegs verblieb. Nach dem Krieg war Stephany zunächst wieder in der Industrie tätig, bevor er 1951 in das Bundesministerium für Arbeit und Sozialordnung wechselte. Im Ministerium übernahm er die Leitung der Unterabteilung Arbeitsschutz und Gewerbeaufsicht und erreichte das statusrechtliche Amt eines Ministerialdirigenten. 1962 wurde er pensioniert.
Nach seiner Pensionierung engagierte Hans Stephany sich intensiv beim Verein Deutscher Ingenieure (VDI). Im April 1963 wurde er Vorsitzender der VDI-Fachgruppe Staubtechnik, im Folgemonat übernahm er auch den Vorsitz der Kommission Reinhaltung der Luft (KRdL). Den KRdL-Vorsitz hatte er bis 1970 inne. Auf seine Initiative hin wurde das Öffentliche Einspruchsverfahren für VDI-Richtlinien zur Luftreinhaltung und Staubtechnik eingerichtet, sodass diese den Status als allgemein anerkannte Regeln der Technik erlangen konnten. Stephany war auch Obmann des VDI-Ausschusses Technische Lärmabwehr und zählte zu den Gründern der VDI-Kommission Lärmminderung. Er war auch Beiratsmitglied der VDI-Kommission Lärmminderung. Daneben gehörte Stephany der Leitung des Deutschen Arbeitsrings für Lärmbekämpfung an. Im November 1970 wurde er für den Zeitraum 1971 bis 1974 zum Präsidenten der International Union of Air Pollution Prevention Associations (IUAPPA) gewählt.
Im Oktober 1967 erhielt Hans Stephany vom VDI die Goldene Ehrenmünze. 1971 wurde er vom Verein zum Ehrenmitglied ernannt.

## Schriften (Auswahl)
- Kommentar zum Jugendarbeitsschutzgesetz. Verlagsgesellschaft Recht und Wirtschaft, Heidelberg 1963 (zusammen mit Wilhelm Herschel).
- Rechtsgrundlagen für die Lärmbekämpfung. Hübener, Goslar 1965.